# Peggy Glanville-Hicks
Peggy Glanville-Hicks (Melbourne, Australia, 29 de diciembre de 1912 – Sídney, Australia, 25 de junio de 1990) fue una compositora australiana (aunque obtuvo la  nacionalidad norteamericana), crítica musical, organizadora de eventos, redactora de voces de compositoras escandinavas y asesora musical.

## Vida
Peggy Granville-Hicks nace el 29 de diciembre de 1912 en Melbourne, Australia. Comenzó sus estudios musicales en composición con Fritz Hart en la Albert Street School of Music y piano con Waldemar Seidel. Entre 1932 y 1936 también estudió piano en la Royal Academy of Music de Londres con Arthur Benjamin, dirección con Constance Lambert y Malcolm Sargent y composición con Ralph Vaughan Williams. Entre sus maestros también se incluyen a Egon Wellesz en Viena y Nadia Boulanger en París.
Entre 1949 a 1955, fue crítico del New York Herald Tribune con Virgil Thomson. Al mismo tiempo, continuó componiendo y ejerciendo como directora musical en el Museo de Arte Moderno de Nueva York. 
Se le concedió la ciudadanía estadounidense en 1949 y, tras dejar los Estados Unidos, vivió en Atenas, Grecia desde 1957 hasta 1975. Durante esta temporada dedicó gran parte de su tiempo a estudiar la música oriental e hizo una gran investigación comparativa entre la música demótica del Egeo y el folklorismo del lejano Este, trabajo que acabaría influyendo en sus propias composiciones. 
En 1966, después de varios años con problemas de visión, se le diagnosticó un tumor cerebral, el cual se lo extirparon quirúrgicamente y provocó que pudiese recuperar la vista. Sin embargo, uno de los resultados de la operación fue la pérdida del sentido del olfato.
Alentada por James Murdoch y otros, regresó a Australia, en donde terminaría muriendo en Sídney el 25 de junio de 1990.

## Obra
Su obra se constituye principalmente por óperas, música instrumental, incidental, para voz y para cine. Su música destaca por el carácter conciliador de músicas étnicas con estilos modernos y ha sido interpretada en numerosos lugares de Europa y América por directores de la talla de Adrian Bosch.
Entre sus composiciones instrumentales se incluyen la Sinfonia da Pacifica, Concierto etrusco para piano y orquesta, Concierto romántico para viola y orquestai y Sonata para arpa, estrenada en 1953 por Nicanor Zabaleta; también actuó en el CD Awakening de Marshall McGuire, el cual fue nombrado como la obra clásica moderna más interpretada en los APRA Music Awards de 1996.
En cuanto a sus óperas, destacamos The Transposed Heads y Nausicaa como sus obras más conocidas. En seis escenas escritas en un libreto de la misma compositora a partir de un argumento de Thomas Mann, The Transposed Heads se estrenó el 3 de abril de 1954 en Louisville, Kentucky, mientras que Nausicaa se creó entre 1959 y 1960, y fue estrenada en Atenas en 1961. El guion de esta última está tomado de la novela Homer's Daughter de Robert Graves y apoya la teoría de que la Odisea de Homero es en realidad una historia de mujeres. Glanville-Hicks visitó Graves en Mallorca en 1956 y completó el guion con su amigo Alastair Reid. Y aunque el estreno se convirtió en un evento importante en el calendario operístico, la ópera nunca se volvió a representar. Safo fue su última ópera, escrita para la Ópera de San Francisco en 1963 con Maria Callas a la cabeza. Aunque nunca se produjo, la ópera fue grabada en 2012 por Jennifer Condon, la Gulbenkian Orchestra y el Gulbenkian Choir con Deborah Polaski en el papel principal.
Su obra ejemplifica su categoría internacional con un estilo único presente en toda su producción, como el carácter inspirado en la cultura hindú que podemos intuir en su ópera "The Transposed Heads".